# Mimomenyllus quadricostulatus
Mimomenyllus quadricostulatus är en skalbaggsart som beskrevs av Stefan von Breuning 1980. Mimomenyllus quadricostulatus ingår i släktet Mimomenyllus och familjen långhorningar. Inga underarter finns listade i Catalogue of Life.